# 코스믹워즈
코스믹워즈(영어: Cosmic Wars 코스믹워즈[*])는 코스믹아울에서 만든 전략 시뮬레이선 게임으로 포스트 아포칼립스 시대를 배경으로 하며 한국에서만 출시되었다. 2018년 4월 10일 구글 인디게임 페스티벌 2018 Top 3에 선정되었다. 글로벌 론칭 등 일정으로 업데이트가 지연되었으나 2019년 11월 글로벌과 같은 버전으로 적용되었다.

## 게임 설명
- 파츠를 이용해 나만의 함선을 만들어 게임 속 우주를 여행하며 전투를 하며 스토리를 플레이하는 방식의 게임이다.
- 함선의 레벨에 따라 지을 수 있는 파츠가 제한되어있고, 파츠 마다 역할이 다르다.
- 자원으로 파츠를 건설 또는 업그레이드 할 수 있다.
- 자원은 식량, 고철, 코어, 우라늄, 기계부품, 펄스드라이브, 제트엔진이 있으며 식량과 고철은 생산파츠에서 얻을 수 있다. 이 외에도 전투와 퀘스트, 점령전을 통해 획득 가능하다.
- 우주내에 다른 유저와 전투 할 수도 있으며 제노모프, NPC들과 전투, 다른 유저와 콜로니를 뺏고 빼앗기는 점령전이 있다.
- 게임 세계관을 이야기하는 퀘스트와 소문들이 존재하고 게임 내에서 캐릭터들이 각각의 시점에서 이야기한다.

## 캐릭터와 세력
코스믹워즈에는 7개의 세력과 괴생명체 제노모프가 있다. 그리고 각각 개성이 뚜렷한 캐릭터가 있다.

### 캐릭터 목록
| 캐릭터 이름   | 캐릭터 이름  | 설명                                                                        |
| ------------- | ------------ | --------------------------------------------------------------------------- |
| 타일러 달라스 | Tyler Dallas | 유저가 플레이 하는 주인공. 어리숙하고 밥값을 하지 못한다.                   |
| 돈돈          | Don Don      | 듬직하지만 답답한 일 밖에 모르는 돈에 의해 움직이는 건설용역선 선장이다.    |
| 엘런 싸이코   | Ellen        | 비밥호의 기술자, 실험 정신이 강한 미치광이 과학자이다.                      |
| 요나          | Yona         | 비밥호의 엔지니어 이쁘다.                                                   |
| 스와로보스키  | Swarovski    | 블랙마켓 오너, 순수하고 잔인하며 소유욕이 강하다.                           |
| 드럼 데드맨   | Drum Deadman | 전 제타군 용병군인이다.                                                     |
| 델타카        | Deltaca      | 자기를 특별 하다고 생각하는 허당이다.                                       |
| 울프          | Wolf         | 계산적이며 수동적인 자본에 의해 움직이는 사람이다.                          |
| 폭스 프룻     | Fox Fruit    | 막무가내 본인 마음대로 하려고 한다. 스스로 지키지 않으면 죽는다고 생각한다. |

### 세력 목록
| 세력이름           | 세력이름            | 설명                                                                                        |
| ------------------ | ------------------- | ------------------------------------------------------------------------------------------- |
| 제타               | ZETA                | 우주가 황폐 해지기 전 군수업체였다. 지금은 막강한 화력으로 무장한 세력이다.                 |
| 달                 | DAL                 | 우주의 운송업체이다.자신을 지키기 위해 매우 강력한 무기인 '쓰나미'를 재작했다.              |
| 코스믹아울         | COSMIC OWL          | 우주 항해기록을 담당하는 세력.                                                              |
| 헤이스트           | HASTE               | 카고서비스를 운영하는 세력.                                                                 |
| 몬도 글로소 유니온 | MONDO GLROSSO UNION | 우주 해적들의 연합 세력이다.                                                                |
| 핸썸밥             | HANDSOME BOB        | 핸썸밥이라는 단 한명으로 시작한 커다란 해적이다, 그들에게 있어 핸썸밥은 신과 같은 존재이다. |
| 에일리언88         | ALIEN88             | 우주괴수를 연구하는 세력이다.                                                               |
| 제노모프           | Xenomorph           | 우주괴수의 총칭.                                                                            |

## 파츠
함선을 이루는 요소들이다.
| 파츠이름          | 파츠이름            | 피해타입      | 공격대상          | 설명 |
| ----------------- | ------------------- | ------------- | ----------------- | --- |
| 커맨드센터        | Command Center      | -             | -                 | 함선의 전력량을 관리하고 자원을 보관한다. 전력량 내에서 원하는 파츠를 함선에 건설할 수 있다. 업그레이드를 하면 새로운 파츠의 잠금이 풀리고 전력량과 자원 저장량도 증가한다. |
| 우주빵집          | Woozoo bakery       | -             | -                 | 식량을 생산하는 파츠이다. 레벨이 오를수록 식량 생산력과 저장 용량이 증가한다.                                                                                               |
| 제철소            | Ironworks           | -             | -                 | 고철을 생산하는 파츠이다. 레벨이 오를수록 식량 생산력과 저장 용량이 증가한다.                                                                                               |
| 요격기 공장       | Interceptor factory | -             | -                 | 요격기를 생산하는 파츠, 요격기 격납고가 있어야 요격기 생간 가능하며 레벨이 오를수록 요격기 생산 시간이 감소한다.                                                            |
| 요격기격납고      | Interceptor garage  | -             | -                 | 요격기를 격납하는 파츠, 요격기 공장에서 생산한 요격기들이 보관되는 곳, 레벨이 오를수록 더 많은 요격기를 격납 가능하다.                                                      |
| 나터 연구소       | Natter's lab        | -             | -                 | 요격기 공장에서 나터를 생산할 수 있게 하는 파츠 레벨이 오를수록 나터의 공격력이 증가한다.                                                                                   |
| 마셀린 연구소     | Marceline's lab     | -             | -                 | 요격기 공장에서 마셀린을 생산할 수 있게 하는 파츠 레벨이 오를수록 마셀린의 공격력이 증가한다.                                                                               |
| 소드피쉬 연구소   | Swordfish's lab     | -             | -                 | 요격기 공장에서 소드피쉬를 생산할 수 있게 하는 파츠 레벨이 오를수록 소드피쉬의 공격력이 증가한다.                                                                           |
| 발칸-V            | Vulcan-V            | 단일 공격     | 파츠              | 빠른 연사력으로 상대의 함선을 공격하는 개틀링식 기관포이다. |
| 썬파워            | Sun power           | 단일 공격     | 파츠              | 레이져 빔으로 상대의 함선에 피해를 준다. |
| 무자비            | No mercy            | 범위 공격     | 파츠              | 상대의 함선을 관통하는 미사일을 발사해 피해를 준다. |
| 판다 탱크         | Panda tank          | 범위 공격     | 파츠              | 상대의 함선에게 포탄을 발사해 광역 피해를 준다. |
| 윙버스터          | Wing buster         | 범위 공격     | 공격파츠(선),파츠 | 4발의 유도 미사일을 발사해 상대를 초토화 시킨다. |
| 해머              | Hammer              | 범위 공격     | 요격기            | 상대의 요격기를 겨냥해 유탄을 발사해 광역 피해를 준다. |
| 빔비              | Beamby              | 단일 공격대상 | 요격기            | 레이져빔으로 상대의 요격기에게 피해를 준다. |
| 배드터치          | Bad touch           | 단일 공격     | 요격기            | 터치는 빠른 연사력으로 기관포를 발사해 상대의 요격기에게 피해를 준다. |
| [전설]지오스톰    | Geo Storm           | 범위 공격     | 파츠              | 블루 프린트 6종류를 모아야 건설 가능한 전설 파츠 응축된 에너지구체를 발사해 타겟(파츠와 요격기)들에게 지속적인 피해를 준다.                                                 |
| [전설]테슬라 볼트 | Tesla bolt          | 범위 공격     | 파츠              | 블루 프린트 6종류를 모아야 건설 가능한 전설 파츠 강한 전기 볼트를 발사해 여러 타겟(파츠와 요격기)에게 동시 피해를 준다.                                                     |
| [전설]쓰나미      | Big movement        | 범위 공격     | 파츠              | 블루 프린트 6종류를 모아야 건설 가능한 전설 파츠 크고 강력한 에너지 빔을 일직선으로 방출(위아래로 각도 변경)해 광역 피해를 준다.                                            |
| 인덕션 쉴드       | Induction shield    | -             | -                 | 주위 일정 범위에 에너지 방어막을 씌워 상대의 공격을 방어한다. |
| 이지스 쉴드       | Aegis shield        | -             | -                 | 함선 전체에 에너지 방어막을 씌워 상대의 공격을 방어한다. |
| 전쟁 지휘자       | War commander       | -             | -                 | 전쟁 지휘자는 '불스아이' 스킬을 사용할 수 있다. 불스아이는 파츠들이 일정 범위에 집중사격 할 수 있도록 한다.                                                                 |
| 죽음의 키스       | Kiss of death       | 범위 공격     | 파츠,요격기       | '수소폭탄' 스킬을 사용할 수 있다. 수소 폭탄은 일정 범위에 큰 피해를 줍니다.                                                                                                 |
| 배드트립          | Bad trip            | -             | -                 | '순풍' 스킬을 사용할 수 있다. 순풍은 시공간을 조작해 적군의 미사일은 느리게 아군의 미사일은 빠르게 한다.                                                                    |
| 리히텐슈타인      | Lichtenstein        | -             | -                 | '광역 레이다 감지기' 스킬을 사용할 수 있다. 광역 레이다 감지기를 사용하면 요격기 공격 파츠들도 함선 공격이 가능해 진다.                                                     |
| 전력공급장치      | Power supply        | -             | -                 | 연결된 파츠로 전력을 공급하는 파츠입니다. 해당 파츠와 연결이 되어있다면 파츠는 100% 성능을 발휘합니다.                                                                      |